# Danh sách nhân vật trong Date A Live
Bộ light novel và anime Date A Live gồm dàn nhân vật phong phú được sáng tạo bởi Tachibana Kōshi và thiết kế bởi Tsunako.

## Nhân vật chính

### Itsuka Shido
Lồng tiếng: Nobunaga Shimazaki, Saeko Zōgō (Shiori), Yukiko Aruga (thời thơ ấu)
Itsuka Shido là nhân vật nam chính trong series Date A Live. Tốt tính, thương người, thông minh xuất chúng, và biết nấu ăn giỏi, cũng như cứng đầu và mạnh mẽ. Cậu có một quá khứ rất không bình thường, và có liên quan mật thiết đến sự xuất hiện và tồn tại của các Tinh Linh. Cậu luôn cố gắng tìm và phát triển cái tốt trong con người của tất cả, dù là người thường hay Tinh Linh, và sẵn sàng làm mọi thứ để bảo vệ cho những người thân yêu cũng như kẻ yếu thế. Dù có nhiều nữ nhân vây quanh, nhưng cậu chỉ yêu 1 người.
Shido là một chàng trai trẻ tốt bụng sở hữu một sức mạnh kỳ lạ cho phép cậu phong ấn sức mạnh của Tinh linh trong cơ thể mình bằng một nụ hôn; tuy nhiên, phong ấn sẽ chỉ có tác dụng nếu Tinh linh có đủ niềm tin hoặc tình cảm đối với cậu để cho phép điều đó. Khả năng này cho phép cậu ta phong ấn và chứa đựng 99% sức mạnh của Tinh linh. Sau khi phong ấn sức mạnh của Tinh linh, sẽ có một liên kết vô hình kết nối cậu ta và Tinh linh, qua đó một phần sức mạnh bị phong ấn sẽ chảy trở lại Tinh linh nếu trạng thái tinh thần của Tinh linh trở nên không ổn định và quay trở lại Shido khi trạng thái tinh thần của Tinh linh ổn định. Trong tập 5, cậu phát hiện ra mình có thể sử dụng sức mạnh của các Tinh linh, bao gồm cả Sandalphon của Tohka, ngoài ngọn lửa chữa lành của Kotori mà mình đã phong ấn. Mặc dù Shido thường duy trì mối quan hệ chặt chẽ với từng Tinh linh mà cậu cứu trong suốt bộ truyện nhờ những lời hứa mà cậu đã đưa ra nhưng cậu thường được cho là người đặc biệt thân thiết nhất với Tohka và Origami.
Được cho là đã bị mẹ ruột bỏ rơi, Shido sống với em gái nuôi Kotori. Cậu ấy có mái tóc xanh và đôi mắt nâu, đang học năm thứ hai tại trường trung học Raizen, lớp 2-4. Cậu đã tuyệt vọng một thời gian sau khi bị bỏ rơi và sau đó được nhận nuôi, điều này khiến cậu nhạy cảm với những cảm xúc tương tự từ người khác và muốn đưa họ ra khỏi đó, thúc đẩy mong muốn cứu các Tinh linh của mình. Cậu gặp em gái ruột của mình Mana Takamiya sau đó trong tập 3. Trong tập 7, Westcott gọi cậu ngắn gọn là Takamiya trước khi gọi lại là Itsuka.

### Yatogami Tohka
夜刀神 十香 (Yatogami Tōka)
Lồng tiếng bởi: Marina Inoue
Tohka là Tinh Linh đầu tiên xuất hiện trong Date A Live khi đang mặc Linh trang để chiến đấu (trước đó cũng đã có Tinh Linh xuất hiện nhưng chỉ ở dạng người), và cũng là Tinh Linh đầu tiên (Không kể Itsuka Kotori) được Shidou cứu giúp. Cô tin vào tình yêu mù quáng, dù nhận ra Shido có "bạn gái" bên ngoài, và cũng khá ghen, nhưng chỉ một cái xoa đầu là... mọi chuyện như chưa bắt đầu. Cô đem lòng yêu Shido khi cậu chịu trọn một viên đạn cho cô, và sẵn sàng đối kháng với bất kỳ thế lực nào gây tổn hại đến Shido, nhưng cô không nhận ra được rằng cô yêu cậu cho đến khi bản thân cô phải cứu Shido. Cô luôn có một vài cuộc cạnh tranh hài hước với Origami Tobiichi để thắng được trái tim của Shido, nhưng cái kết lúc nào cũng dở khóc dở cười. Tohka có thêm một tật là rất ham ăn, hễ thấy đồ ăn ngon là không từ chối. Vì bản tính vốn dĩ ngây thơ hiền lành, cô cũng nhiều khi rất nhẹ dạ, như khi cô giận hờn Shido vì Yoshino, hay hiểu lầm Shido chỉ vì cô coi TV quá nhiều.
Tohka cũng là trường hợp đặc biệt - cô không phải là người với phép thuật của Tinh Linh, mà cô là Tinh Linh trọn vẹn, do vậy mà cô chưa từng có tên, cho đến khi cô gặp Shido. Cô chuyển vào lớp của cậu ở cuối tập đầu tiên. Shido đặt tên cô theo ngày gặp nhau đầu tiên của họ, ngày 10 tháng 4 (mặc dù mỗi chữ kanji có một cách khác nhau, nhưng ngày 10 trong tháng được phát âm là Tohka). Reine sau đó đã thêm họ Yatogami cho cô. Cô ấy có mái tóc dài màu tím sẫm và đôi mắt màu tím.
Thiên sứ của cô là Sandalphon, có hình dạng một thanh kiếm rộng, thường có ngai vàng gấp đôi bao kiếm, mặc dù đôi khi có vẻ như cô có thể gây ra nhiều sát thương dù có hoặc không có nó, bằng cách sử dụng tay để phóng ra những quả cầu năng lượng tối hoặc tia năng lượng để cắt xuyên qua các vật thể vô tri một cách dễ dàng. Linh trang của cô, Adonai Melek, bao gồm một chiếc váy dạ hội màu tím. Với toàn bộ sức mạnh, cô phá vỡ ngai vàng (volume 1) và kết hợp các mảnh với thanh kiếm biến lưỡi kiếm thành Halvanhelev (Thanh kiếm cuối cùng) kéo dài lưỡi kiếm dài vài mét, tăng sức mạnh đáng kể và có thể tích điện để tung ra một đòn tối thượng. May mắn thay, trong một lần cô sử dụng Halvanhelev, Shido đã có thể ngăn chặn và phong ấn cô trước khi nguồn năng lượng không ổn định được giải phóng. Khi cô rơi vào tuyệt vọng hoàn toàn, Vũ trang của cô biến thành Nahemah, bản sao Qliphoth của Sandalphon và Linh trang của cô trở nên sẫm màu hơn và hở hang hơn. Tên mật danh AST và Ratatoskr của cô là <Princess>.
- Tenka Yatogami (夜刀神天香, Yatogami Tenka)

Lồng tiếng bởi: Marina Inoue
Nhân cách ban đầu của Tohka Yatogami, người được sinh ra từ tinh thể Sephira Malchut. Còn được gọi là Nghịch thể hoặc Hắc dòng. Shadow đánh thức và chiếm lấy cơ thể của Tohka nếu Tohka phải chịu ảnh hưởng mạnh mẽ nhất của những cảm xúc tiêu cực.

### Itsuka Kotori
五河 琴里 (Itsuka Kotori)
Lồng tiếng bởi: Ayana Taketatsu
Itsuka Kotori là em gái nuôi của nhân vật chính Itsuka Shidou, đồng thời cũng là Tinh linh thứ 4 xuất hiện trong sê-ri Date A Live. Cô nàng có hai tính cách, thay đổi tuỳ theo hai tấm ribbon mà cô đeo trên tóc - hai tấm màu trắng thể hiện phần "em gái tiêu biểu", còn hai tấm màu đen viền đỏ thể hiện phần cứng đầu, cứng cỏi, "khó ưa khó dạy" của cô, nhưng cũng là lúc cô xuất hiện với vai trò và tài năng lãnh đạo. Cô gần như không bao giờ xuất hiện mà không ngậm cây kẹo mút thường thấy. Thân phận bí mật (khá ngắn ngủi) của cô là Đô Đốc của không hạm Fraxinus, và cô cũng là nhân vật kỳ cựu của tổ chức bí mật Ratatoskr. Cô rất yêu thương Shido, nhưng phải luôn giữ sự cứng rắn để sẵn sàng đối phó với bất kỳ thế lực nào, các Tinh Linh khác, hay tập đoàn đối lập DEM.
Cha mẹ cô cũng là nhân viên của Ratatoskr. Vốn dĩ cô là một con người nhưng đã có được sức mạnh của Tinh linh cách đây 5 năm, cùng lúc đó cô được Shido cứu. Không có ghi chép nào về việc Kotori có được sức mạnh Tinh linh của mình như thế nào; không biết tại sao ký ức của cô và Shido lại có vẻ mơ hồ hoặc thiếu sót ở điểm quan trọng đó. Khi sức mạnh Tinh linh của cô ấy áp đảo, cô hầu như không còn ký ức về bất kỳ sự kiện nào xảy ra trong thời gian đó. Cô tạm thời lấy lại sức mạnh của mình từ Shido để cứu cậu khỏi Kurumi nhưng sức mạnh của cô lại bị Shido phong ấn một lần nữa sau đó. Lý do cần có một phong ấn khác là vì Kotori đã lấy lại toàn bộ 100% sức mạnh của mình để phá vỡ Liên kết Linh hồn giữa họ, điều này sẽ khiến sức mạnh của cô quay trở lại với Shido khi cô bình tĩnh lại. Ở lần phong ấn thứ hai, cô và Shido đều lấy lại ký ức đã mất về lần phong ấn đầu tiên: một thực thể tên là <Phantom> ban cho cô sức mạnh Tinh linh khi cô bị bỏ lại ở nhà một mình và khóc (khi đó cô đã phá hủy mọi thứ xung quanh mình và suýt giết chết Shido), bảo cô hãy hôn Shido nếu cô muốn cậu sống (đó là cách Kotori biết về phương pháp phong ấn sức mạnh của Tinh linh, cũng như khả năng chữa lành những vết thương nghiêm trọng mà Shido đã nhận được từ cô), và sau đó tước bỏ ký ức của họ về sự tồn tại của nó cũng như toàn bộ sự việc. Ký ức này cũng bác bỏ niềm tin của Origami rằng Kotori là người đã giết cha mẹ cô. Kotori là Tinh linh thứ nhất/thứ ba được Shido cứu.
Thiên sứ của cô là Camael, một cây kích có viền lửa có khả năng thay đổi hình dạng thành khẩu pháo kéo dài đến khuỷu tay phải của cô. Khẩu pháo phải mất một thời gian để nạp năng lượng và hấp thụ ngọn lửa của Kotori, đồng thời thực hiện một đòn tấn công tàn khốc làm thủng một lỗ xuyên qua Zaphkiel và suýt giết chết Kurumi. Kotori với sức mạnh của mình có khả năng phục hồi sau những vết thương nặng, Shido có thể sử dụng sức mạnh này một cách vô thức khi sức mạnh của cô bị phong ấn bên trong anh. Nó được thể hiện bằng ngọn lửa chữa lành thoát ra từ vết thương. Linh trang của cô, Elohim Gibor (có nghĩa là "Thần toàn năng" trong tiếng Do Thái), là một bộ kimono chủ yếu có màu hồng và kem. Ở dạng Tinh linh, cô cũng có sừng mọc trên đầu, với những dải ruy băng màu đen được buộc trên chúng. Tròng mắt của cô cũng có màu hồng sáng hơn một chút ở hình dạng này. Tên mật danh AST của cô ấy là <Efreet>.

### Tobiichi Origami
鳶一 折紙 (Tobiichi Origami)
Lồng tiếng bởi: Misuzu Togashi
Tobiichi Origami là học sinh đứng đầu của trường Raizen cả về mặt học vấn và thể thao. Hiển nhiên không có 1 học sinh hay giáo viên nào trừ đồng nghiệp biết cô là Trung Sĩ của Biệt đội chống Tinh linh (Anti-Spirit Team - AST). Cô là một thuật sĩ rất có kỹ năng nhưng có thể cảm xúc không ổn định khi giao chiến với tinh linh. 5 năm trước đó, cô chứng kiến cha mẹ mình bị giết bởi một Tinh Linh, mà cô không nhận ra rằng đó chính là cô từ tương lai. Cô gặp "Phantom" và trở thành tinh linh với mật danh là "Angel" và "Devil" ở dạng nghịch thể. Cô thừa nhận rằng cô luôn dựa dẫm vào Shido, và chỉ sau sự kiện cô biến thành Tinh Linh, cô mới nhận ra rằng cô đã sai, và đem lòng yêu cậu thực sự.
Cô thường được miêu tả là có ngoại hình giống búp bê với mái tóc ngắn màu trắng và đôi mắt xanh xám. Bằng cách nào đó, cô ấy biết Shido từ lần cậu an ủi cô trong trạng thái đau khổ mà cậu không hề nhớ chút nào. Cô ấy là "bạn gái" con người duy nhất của Shido, và trong số tất cả những cô gái khác thích cậu, cô là người tích cực nhất trong việc theo đuổi cậu ấy, không có giới hạn trong nỗ lực tìm hiểu thêm về cậu, đến gần cậu ấy hơn, hoặc thậm chí còn cố gắng thân mật hơn với cậu ta. Sự căm ghét các Tinh linh của cô bắt nguồn từ một Tinh linh đã giết cha mẹ cô 5 năm trước khi nó làm nổ tung họ sau khi trốn thoát khỏi ngôi nhà đang cháy. Vì điều này, cô gia nhập AST, nơi cô giữ cấp bậc Trung sĩ, trong nỗ lực tìm kiếm Tinh linh được cho là nguyên nhân gây ra vụ cháy <Efreet> và giết cô. Cô đã sử dụng được Ace CR-Unit <White Licorice>, khi miễn cưỡng tin Shido, người nói với cô rằng trong khi Kotori, người hóa ra là Efreet, vô tình gây ra hỏa hoạn, cô không giết cha mẹ của Origami và có một số Tinh linh liên quan.
Ở đây trong dòng thời gian mới, Origami có mái tóc dài và tính cách khác so với dòng thời gian trước đây của cô ấy. Điều trớ trêu của số phận là bố mẹ cô vẫn qua đời do tai nạn ô tô. Cô ấy cũng từng là thành viên cũ của AST, nhưng lần này lý do gia nhập và rời đi của cô lại khác. Mặc dù thời gian đã thay đổi nhưng Origami thực sự vẫn thể hiện sức mạnh Tinh linh của mình với tất cả ký ức dòng thời gian trước đó của cô. Origami được Shido mời đi hẹn hò nhưng lại biến thành <Devil> khi nhìn thấy ngọn lửa của Efreet chữa lành vết thương cho Shido. Với sự giúp đỡ của các Tinh linh khác, Shido đã tiếp cận được Origami nghịch thể, người đang tranh giành quyền kiểm soát cơ thể với bản thân dòng thời gian trước đó của mình. Origami cuối cùng đã thành công trong việc giành quyền kiểm soát cơ thể và thoát ra. Shido sau đó nhân cơ hội này hôn Origami và phong ấn sức mạnh của cô. Ở cuối tập, Shido nói với Origami rằng cậu sẽ phụ thuộc vào cô ấy (với tư cách là một phần của đội Tinh linh) cho bất kỳ sự cố nào trong tương lai và cô đã chấp nhận với một nụ cười. Ngay từ đầu Origami chỉ coi Shido là người dựa dẫm vào cảm xúc của cô, nhưng sau khi được anh cứu, cô đã chân thành yêu anh và mơ ước có một gia đình với Shido. Cô trở thành Tinh linh thứ tám được Shido cứu.
Thiên sứ của cô là Metatron, một chiếc vương miện lớn lơ lửng quanh đầu cô ấy, có thể gọi ra những mảnh cột vàng nổi lớn hơn trông giống như một chiếc vương miện lớn hơn bao quanh mình. Sức mạnh của cô chủ yếu là kiểm soát năng lượng ánh sáng. Ở dạng nghịch thể, Linh trang của cô, Ehyeh, chuyển sang màu tối và trở nên hở hang hơn. Kotori gọi Origami nghịch thể là 'tinh linh tồi tệ nhất' có thể so sánh với Kurumi. Mật danh của cô là <Angel>.

### Takamiya Mio
崇宮澪 (Takamiya Mio)
Lồng tiếng bởi: Endō Aya
Mio là "Tinh linh khởi nguyên" được sinh ra khi <Công thức tinh linh> tập hợp tất cả mana của thế giới tại một địa điểm duy nhất nhờ công sức của Isaac Westcott, Elliot Woodman và Ellen Mathers, ba mươi năm trước. Tuy nhiên, sự ra đời của cô đã vô tình gây ra trận không chấn đầu tiên, phá hủy một phần lớn lục địa Á-Âu. Mio có tâm lý của một đứa trẻ sơ sinh và liên tục dao động giữa thực tại và một chiều không gian khác được tạo ra khi cô sinh ra. Bởi vì điều này, một trận không chấn nhỏ hơn sẽ xảy ra mỗi khi cô ấy xuất hiện trên thế giới, điều này sẽ tàn phá thế giới vài tháng sau khi cô sinh ra. Mật danh của cô là <Deus>.
Một ngày nọ, một chàng trai tên Takamiya Shinji tiếp cận cô, người đã đưa cho cô chiếc áo khoác của mình và quyết định đưa cô về nhà. Mio đã nhận được tên của mình trong lần gặp đầu tiên của họ, ngày 30. Shinji cũng cho cô cái nhìn sâu sắc về khái niệm tình yêu. Khi sống cùng Shinji và Mana, Mio nhanh chóng bắt đầu tự nhận thức về thế giới thực bằng cách đọc sách, theo dõi đài và xem tivi và băng cassette. Một lần, Shinji đưa Mio đi khắp thị trấn và kể cho cô nghe về mọi điều khiến cô chú ý. Mio vui mừng đến phát khóc. Tuy nhiên, có vẻ như DEM đã phát hiện ra vị trí của Mio, buộc cô phải chạy trốn cùng Shinji. Trong khi chạy, Woodman xuất hiện trước mặt họ, nhưng anh cho phép họ đi qua sau khi hỏi Mio liệu cô ấy có hạnh phúc khi ở bên Shinji không. Mặc dù vậy, Westcott đã bắt cóc Mana nhưng sẵn sàng đổi cô lấy Mio. Từ chối hắn ta, Westcott dùng súng bắn vào ngực Shinji. Điều này khiến Mio cuối cùng cũng nhận ra Shinji có ý nghĩa như thế nào với cô. Tính cách và phong thái của cô thay đổi từ rất u sầu sang hướng tới mục tiêu cực đoan, bao gồm cả việc sẵn sàng hy sinh vô số con người để đạt được mong muốn của mình.
Mio hấp thụ xác chết của Shinji vào cô và tái tạo cậu bằng cách nuôi dưỡng "Shido" trong bụng cô trước khi sinh ra cậu - trở thành mẹ mới của cậu. Kế hoạch của cô là giao phó sức mạnh của mình cho cậu để cậu có thể trở thành người yêu vĩnh cửu của cô. Vì cơ thể của một người bình thường rất yếu để có thể tiếp nhận toàn bộ sức mạnh của cô cùng một lúc, Mio chỉ trao cho Shido sức mạnh để cậu tiếp nhận sức mạnh của Tinh linh. Sau đó, cô chia sức mạnh của mình, gieo hạt giống vào các cô gái trẻ để Shido dần dần chiếm đoạt sức mạnh của từng người một. Tuy nhiên, con người không tương thích với Pha lê Qlipha mà cô tạo ra khiến họ biến thành quái vật và trở nên điên loạn. Vì vậy, Mio quyết định đảo ngược thuộc tính của chúng, biến chúng thành Pha lê Sephira để chúng tương thích hơn, bắt đầu với Nia Honjou. Vào khoảng thời gian này, Mio đã sinh ra thành công Shido và để cậu cho gia đình Itsuka nhận nuôi.
Tại một thời điểm, một trong những Tinh linh điên loạn đã tấn công Tokisaki Kurumi lúc trẻ, mặc dù Mio đã cứu được cô, Mio vẫn sẵn sàng lừa Kurumi trở thành Tinh linh với lý do trở thành đồng minh của công lý, người đang cứu thế giới khỏi Tinh linh. Tuy nhiên, vào một ngày nọ, Kurumi mời Mio đến chỗ bạn cô là Yamauchi Sawa. Điều này khiến Mio bị bắt quả tang đang thực hiện hành vi lấy Pha lê Qlipha ra khỏi cơ thể của Tinh linh Efreet, tinh linh này không ai khác chính là Sawa. Tiết lộ này khiến Kurumi bắt đầu biến đổi thành Dạng Nghịch đảo của mình. Tuy nhiên, trước sự ngạc nhiên của Mio, Kurumi đã ngăn chặn sự biến đổi của mình bằng cách sử dụng Viên đạn Thứ Tư để đảo ngược thời gian và quay trở lại khoảnh khắc trước khi cô bắt đầu cảm thấy tuyệt vọng. Mio chân thành xin lỗi và nói rằng cô không có ác ý với Kurumi, nhưng cô không thể dừng lại cho đến khi giao phó sức mạnh của mình cho những người được chọn trong nhân loại.

### Tinh linh
Tinh linh là những sinh vật ngoài trái đất mà sự xuất hiện của chúng thường xảy ra trước một trận động đất trong không gian (không gian chấn). Những trận động đất không gian này thường là không chủ ý, nhưng chúng cũng có thể gây ra các trận động đất không gian một cách tự nguyện. Mỗi Tinh Linh đều có một chữ kanji trong tên của họ. Mỗi người cũng sở hữu Linh trang cũng như một Thiên sứ, lần lượt được đặt theo Tên thần thánh của Sephiroth trong Cây sự sống Kabbalistic tương ứng với chữ kanji trong tên của họ và các tổng lãnh thiên thần cai quản Sephiroth tương ứng. Mỗi Tinh linh có một khả năng riêng và đều thể hiện những cấp độ hiểu biết khác nhau về Trái đất. Khi một Tinh linh nghịch đảo thì thiên sứ bị thay thế bởi một con quỷ của Qliphoth tương ứng, ví dụ như thiên thần Sandalphon của Tohka trong Malkuth Sephira của cô bị thay thế bởi con quỷ Nahemah liên kết với Qimranut Qliphah tương ứng, và thiên thần Metatron của Kether Sephira của Tobichi bị thay thế bởi Satan của Batikal Qliphah. Sau này người ta tiết lộ rằng nguồn sức mạnh của Tinh linh là một viên đá quý được gọi là Pha lê Sephira. Khi con người tiếp xúc với một viên pha lê, họ sẽ nhận được bất kỳ sức mạnh nào mà viên pha lê lưu trữ bên trong.

### Tokisaki Kurumi
Lồng tiếng: Asami Sanada

Tokisaki Kurumi trong khi đang mặc Linh trang

Là tinh linh thứ ba xuất hiện trong sê-ri. Cô sở hữu thiên sứ là Zafkiel (Tạm dịch: Khắc Khắc Đế) và là tinh linh nguy hiểm và xấu xa duy nhất trong sê-ri.
Cô được Shidou miêu tả là có "một vẻ đẹp đáng kinh ngạc", bởi sau khi cả lớp Shidou thấy mặt của cô thì lập tức ồ lên, thậm chí không để ý đến câu nói tiếp theo của cô khẳng định mình là một tinh linh. Cô có một nét gì đó rất trang nhã và cư xử rất đúng mực. Khó mà nói được tính cách của Kurumi một cách chính xác. Trong hình hài học sinh cô rất nữ tính và cư xử rất dễ thương tuy đôi lúc có phần táo bạo, tuy nhiên ở hình dạng tinh linh thì cô lại là một kẻ giết người điên loạn và thứ thể hiện rõ nhất điều đó có lẽ là khuôn mặt của cô ta khi cười. Kurumi là tinh linh nguy hiểm nhất từng được biết đến, cô đã giết hơn 10.000 người, đó là chưa kể những nạn nhân trong các đợt chấn động không gian do cô gây ra. Cô mặc một bộ váy màu đỏ cùng những viền xếp đen như 1 Gothic Lolita, tóc cô buộc ở hai bên đầu và bên phải ngắn, bên trái dài. Mắt phải cô có màu đỏ còn mắt trái màu vàng cùng với hình 1 chiếc mặt đồng hồ, đại diện cho thời gian còn lại của cô ấy (về cơ bản là đo xem cô còn lại bao nhiêu sự sống). Khi không mặc Linh trang, tóc của cô được buộc hơi khác một chút, hai bên có độ dài bằng nhau ngoại trừ phần tóc mái che mắt trái, chỉ để lộ con mắt phải màu đỏ.
Tuy nhiên, sự điên loạn và tàn bạo của cô xuất phát từ việc cô luôn phải đi xuyên thời gian để tìm cách bảo vệ Shido khỏi cái chết từ tay của DEM. Cô cũng đem lòng yêu Shido khi cậu sẵn sàng bảo vệ cô, mặc dù cô dọa sẽ giết cậu trước đó.
Thiên sứ của cô là Zaphkiel, có hình dạng một mặt đồng hồ khổng lồ với súng hỏa mai và một khẩu súng kíp thay thế cho kim phút và kim giờ của đồng hồ và cho phép cô kiểm soát thời gian. Cô ấy có thể triệu hồi quá khứ của mình để chiến đấu hoặc chiếm lấy vị trí của cô vì về cơ bản họ chính là Kurumi. Điều này không chỉ cho phép cô đánh lừa cái chết bằng cách triệu hồi chính mình từ trước khi chết mà còn khiến Shido khó tiếp cận cô hơn; chẳng hạn như khi Shido có thể thuyết phục một bản sao của cô ở trường nhưng bị gián đoạn khi cô giết phiên bản đó của chính mình vì thể hiện sự yếu đuối, né tránh mọi sự thuyết phục về mặt cảm xúc giống như những vết thương về thể chất. Từ bên trong bóng của cô, họ (những bản thể từ thời không khác của cô) có thể vươn tay ra và túm lấy mọi người để giữ họ hoặc kéo họ vào bóng tối mà bằng cách nào đó kết cục là người đó dường như đã phát nổ khi khu vực đó xuất hiện.
Mười hai chữ số La Mã trên đồng hồ có những sức mạnh khác nhau mà chỉ Kurumi nguyên bản mới có thể sử dụng. Cô có mười hai khả năng khác nhau mà mình có thể sử dụng, được đặt tên theo mười hai chữ số tiếng Do Thái đầu tiên. Những khả năng mà cô đã thể hiện cho đến nay bao gồm First Bullet: Aleph (tăng tốc thời gian, cho phép mục tiêu di chuyển nhanh hơn), Second Bullet: Bet (làm chậm thời gian và khiến mục tiêu di chuyển chậm hơn). Fourth Bullet: Dalet (đảo ngược thời gian và có thể hoàn tác vết thương mà mục tiêu phải chịu), Seventh Bullet: Zayin (dừng thời gian, đóng băng mục tiêu và ngăn nó di chuyển), Eighth Bullet: Het (tạo bản sao của mục tiêu, những bản sao này được nhân bản từ quá khứ hình dạng của mục tiêu, và khả năng này là bí mật đằng sau quá khứ của cô ấy và lý do tại sao cô tiếp tục xuất hiện trở lại sau khi bị giết), và Tenth Bullet: Yud (cho phép cô ấy nhìn thấy những trải nghiệm trong quá khứ của mục tiêu). Sức mạnh của cô khiến sự sống của cô bị ăn mòn, kim đồng hồ trên mắt cô nhanh chóng quay theo chiều kim đồng hồ mỗi khi cô sử dụng sức mạnh của Zaphkiel. Điều này buộc cô phải lấy "thời gian" từ các nguồn bên ngoài, đặc biệt là từ việc giết người khác bằng cách sử dụng bóng của cô hoặc sử dụng Thành phố nuốt chửng thời gian để làm suy yếu những người bị bắt trong bóng tối của cô để tăng cường sức mạnh cho bản thân. Ngoài ra, lý do thực sự khiến cô muốn thu thập một lượng lớn thời gian là không chỉ để có thể sử dụng Twelfth Bullet: Yud Bet để quay ngược thời gian 30 năm để tiêu diệt Tinh linh Khởi Nguyên (đầu tiên) mà còn để có đủ thời gian còn lại để làm việc đó. Mật danh AST của cô ấy là <Nightmare>.

### Yoshino

Yoshino với con rối thỏ trắng Yoshinon

#### Yoshino Himekawa
氷芽川 四糸乃 (Himekawa Yoshino)
Lồng tiếng bởi: Iori Nomizu
Yoshino là tinh linh thứ hai được Shidou cứu giúp (sau Tohka) và cũng là Tinh Linh nhỏ tuổi thứ 2 được biết đến tại thời điểm này trong sê-ri Date A Live. Cô sở hữu thiên sứ có tên là Zadkiel. Cô ngây thơ, trong sáng, và hiền lành đến mức mọi người không thể không nhận thấy cô là cực kỳ khả ái. Cô có một quá khứ khá đau lòng, và cũng vì lý do đó mà cô sử dụng con rối Yoshinon để bảo vệ bản thân. Cô chưa từng thực sự cảm thấy an toàn hay hạnh phúc cho đến khi cô gặp Shido.
Cô có tính cách rất nhút nhát, phụ thuộc vào con rối thỏ ở tay trái, Yoshinon, hầu hết thời gian để giao tiếp. Cô là một Tinh linh rất ngoan ngoãn và không tấn công AST khi họ tấn công cô, thậm chí không triệu hồi Thiên sứ của cô ấy, lý do rằng nếu cô không thích bị tổn thương thì họ cũng không thích điều đó. Tuy nhiên, khi mất [Yoshinon], cô sẽ bối rối và khi bị tấn công sẽ triệu hồi Thiên sứ của mình nhưng chỉ để tự vệ. Shido gặp cô ấy tưởng chừng như một đứa trẻ lạc trong mưa. Sau nhiều lần gặp gỡ, Shido quyết định bảo vệ Yoshino vì lòng tốt đáng kinh ngạc của cô và giúp cô nói năng chính xác thay vì dựa vào Yoshinon.
Thiên sứ của cô ấy là Zadkiel, một con rối thỏ khổng lồ mà cô triệu hồi và điều khiển bằng tay phải. Nó có khả năng thở ra không khí lạnh làm đóng băng các thành viên AST cùng với lãnh thổ của họ. Ngoài Thiên sứ của mình, cô ấy còn có khả năng điều khiển ba trạng thái của nước, nhưng người ta thường thấy cô điều khiển băng, tuy nhiên có một lượng nhỏ Năng lượng Tinh linh trong mỗi giọt mưa xuất hiện bất cứ khi nào cô ấy xuất hiện ở thế giới này. Linh trang của cô, El, bao gồm một bộ đồ thỏ màu xanh lá cây và một chiếc váy lót màu trắng. Mật danh AST của cô ấy là <Hermit> (ẩn sĩ).
- Yoshinon (よしのん, Yoshinon)

Một nhân cách chia rẽ được sinh ra từ mong muốn của Yoshino là không cô đơn và không để sức mạnh của mình làm tổn thương người khác. Đó là con người lý tưởng của Yoshino cũng như là bạn của cô. Không giống như Yoshino, nó nói chuyện một cách tự tin và nó hay xúc phạm người khác. Nó đóng vai trò như chỗ dựa vững chắc cho Yoshino, giúp cô giữ đủ bình tĩnh để không tấn công người khác. Nó thường nói thay Yoshino, dường như nói thông qua khả năng nói tiếng bụng của cô, nhưng suy nghĩ của họ độc lập với nhau và cô ấy không kiểm soát được những gì nó nói. Tính cách của Yoshinon chỉ lộ ra khi Yoshino đang đeo con rối và cả hai nhân cách đều coi con rối đó là Yoshinon. Yoshino luôn là linh hồn mang hình dáng con người Yoshino, Yoshinon luôn là con rối nên không bao giờ có trường hợp nào Yoshinon chiếm lấy cơ thể của Yoshino, ngoài cánh tay cầm con rối và Yoshino không bao giờ trở thành con rối.

### Natsumi

#### Tsumi Kyouno
鏡野 七罪 (Kyouno-Natsumi)
Lồng tiếng bởi: Ayumi Mano
Là tinh linh thứ bảy xuất hiện trong Date A Live. Cô xuất hiện tại một công viên bị bỏ hoang từ trận không chấn 30 năm trước. Khi xuất hiện, cô ở dạng một thiếu nữ. Sau khi gặp Shidou, được Shidou khen rằng mình rất đẹp và khêu gợi. Tuy sau đó, do phép thuật của Natsumi khiến cho cô hắt xì, sau đó tưởng rằng Shidou đã thấy hình dạng thật của mình. Cô đã thề rằng sẽ không bao giờ tha thứ cho cậu. Sau ngày hôm đó, Natsumi xuất hiện với hình dạng của Shidou và làm bôi nhọ cậu. Sau sự việc đó Natsumi đã đưa ra một thử thách cho cậu rằng Natsumi đang cải trang một trong những người thân của cậu, mỗi đêm nếu cậu không đoán trúng Natsumi đang cải trang ai, thì sẽ có người biến mất. Sau nhiều lần, đoán cô đã bị Shidou đoán trúng mình. Cô liền xuất hiện dưới hình dạng nhỏ bé của mình, liền sau đó Natsumi đã phù phép lên tất cả mọi người trừ Ai, Mai, Mii, Tonomachi, Tamae, khiến cho họ biến thành những đứa trẻ. Không lâu sau đó, Ellen Mira Mathers xuất hiện và giết Natsumi, cô liền được nhóm Shidou cứu. Họ đã cố gắng cho Natsumi nhận thấy hình dạng nhỏ bé của mình không quá tệ. Nhưng cô không chấp nhận hình dạng này. Vào một trận chiến với vệ tinh của DEM, cô liền xuất hiện và cứu bọn Shidou. Sau đó cô được Shidou phong ấn linh lực của mình. Sức mạnh của cô là thiên sứ <Haniel>, có khả năng thay đổi hình dạng của một vật thể hay con người.
Thiên sứ của cô ấy là Haniel, có hình dạng một cây chổi. Khả năng của nó có thể biến mục tiêu thành bất kỳ hình dạng nào mà Tsumi muốn. Đây có thể là người, đồ vật, bất cứ thứ gì cô ấy mong muốn. Thiên sứ có một viên đá quý ở đầu có thể biến thành một tấm gương có thể nhốt bất cứ ai vào trong. Sức mạnh của cô cũng có thể được sử dụng trên chính Haniel để bắt chước Thiên sứ của Tinh linh khác và khả năng của nó, nhưng ở mức độ thấp hơn. Ví dụ, cô sử dụng nó để chống lại vệ tinh thứ ba của DEM bằng cách bắt chước Sandalphon của Tohka, để tạo ra một làn sóng tấn công của riêng mình. Mật danh của cô ấy là <Witch>.

### Houjou Nia

#### Nia Honjou
本条 二亜 (Honjō Nia)
Lồng tiếng bởi: Hitomi Nabatame
Nia là tinh linh thứ 9 xuất hiện trong Date A Live. Cô bị tập đoàn DEM, bắt giữ trong 5 năm. DEM gọi cô là [Tư Liệu A]. Honjou Nia là một mangaka với bút danh là Houjou Souji. Cô được Shidou tìm thấy trên đường với tình trạng đói meo. Được Shidou đưa về nhà nghỉ của mình. Cô đã nói mình có một tình yêu chân thành với 2D (là nhân vật trong anime hay manga) và không yêu bất cứ thứ gì khác ngoài 2D. Cô gọi Shido là "cậu thanh niên-shounen" theo cách trêu chọc như một người chị gái, cũng như những biệt danh dành cho các Tinh linh khác.
Để chinh phục cô, Shidou đã làm nhiều cách như hẹn hò,... Shidou đã tìm ra cách là thay vì làm cho cô ấy yêu Shidou ngoài thực tế thì hãy làm cho cô yêu nhân vật Shidou trong manga, cả nhóm Shidou đã bắt tay vào việc làm một cuốn doujinshi với nhân vật là Shidou.Trong vòng 2 ngày làm không ngừng nghỉ, họ đã làm xong và đem bán tại Comico (Comic Closseum), thách thức xem ai bán xong hết trước. Cả hai đã cùng nhau bán hết và đưa 1 cuốn cho Nia đọc, sau đó một chuyện không hay xảy ra. Khi DEM kích hoạt một thiết bị trong người Nia khiến cô nhớ lại chuyện không hay và hoá Nghịch Đảo. Tuy nhiên, cô đã bị Issac Ray Pelham Westcott, Ellen Mira Mathers, Atermisia đánh cướp Quỷ Vương Beelzebub của cô, tuy nhiên Westcott chỉ lấy được 1 phần của viên Sephira Nghịch Đảo.
Thiên sứ của cô, Ratziel, có hình dạng một cuốn sách (cụ thể hơn là kinh thánh) và có khả năng khám phá sự thật, cả kiến thức chung cũng như lịch sử cuộc đời con người của những người nhất định. Một sức mạnh bổ sung của Ratziel là khả năng viết một đoạn chèn nhỏ vào tương lai để khiến một sự kiện xảy ra bất chấp, thực tế những gì Nia viết trong sách sẽ trở thành hiện thực. Như cô đã vẽ bằng cách vẽ một bức phác họa Shido ngã đè lên người Tohka trong chuyến viếng thăm đền thờ vào ngày đầu năm mới ở Tập 14. Bị mất viên pha lê Qlipha và sau đó là <Beelzebub> của Westcott, Nia có thể tìm kiếm thông tin, nhưng điều đó nói lên rằng thông tin không còn có thể nhận biết được và việc sử dụng khả năng thứ hai của cô ấy cũng bị hạn chế. Mật danh của cô là <Sister> (ma sơ).

### Yamai
八舞 (Yamai)
Cùng nhau, họ là Tinh linh thứ tư/thứ năm được Shido cứu. Cùng độ tuổi với Shido, Kaguya và Yuzuru là cặp song sinh giống hệt nhau, thậm chí còn được mô tả là "bản sao" vì cả hai đều tách ra từ cùng một Tinh linh Yamai, với lý do chia tách cũng như tính cách ban đầu của Yamai đều không rõ. Mặc dù họ là hai cá thể độc lập, khác nhau nhưng nói đúng ra họ vẫn là một Tinh linh, Yamai. Cả hai đều có mái tóc dài màu cam và đôi mắt màu thủy ngân. Họ nổi tiếng với những người biết về Tinh linh cũng như dân chúng nói chung do gây ra sự thay đổi lớn về thời tiết khi họ đấu tay đôi trong khi có một lượng lớn nhân chứng. Tuy nhiên, các trận động đất không gian mà họ gây ra có rất ít hoặc không có thương vong do chúng xảy ra trên bầu trời. Những cuộc đấu tay đôi liên tục của họ bắt nguồn từ việc cả hai tranh cãi xem ai là Yamai thực sự. Cả hai đã đọ sức với nhau theo nhiều thể thức khác nhau, với 25 trận thắng mỗi người và 49 trận hòa sau 99 trận. Khi nhìn thấy Shido, họ đã đồng ý trận đấu thứ 100 và cũng là trận cuối cùng để xem ai có thể quyến rũ cậu ta trước.
Tuy nhiên, trong sâu thẳm họ đều muốn người kia sống, dẫn đến việc cả hai đều yêu cầu Shido chọn người kia. Khi biết được suy nghĩ thực sự của nhau, họ giận nhau đến mức không muốn sống, lại đánh nhau, lần này xem ai cạn kiệt sức lực trước. Người chiến thắng thực sự được tiết lộ sẽ được quyết định bởi người thua cuộc, người chiến thắng biến mất, hay "sự sống sót của kẻ yếu nhất". Tuy nhiên, Shido đã ngăn chặn được họ và cho họ lựa chọn tiếp tục sống với tư cách là Yamai, cũng như phong ấn sức mạnh của cả hai lại với nhau. Cả hai đều nhận ra rằng điều họ thực sự muốn là cả hai được sống cùng nhau. Biết ơn cậu ấy vì đã cho họ lựa chọn đó, họ hôn cậu cùng nhau, điều này phong ấn sức mạnh của họ. Họ vào trường của Shido, chuyển sang lớp 2-3, lớp bên cạnh Shido.
Thiên sứ của họ là Raphael, hình dạng thật là vũ khí cung tên, El Kanaph, có khả năng xuyên thấu cao và được hình thành bằng cách kết hợp vũ khí của họ. Cả hai đều sở hữu sức mạnh để kiểm soát dòng không khí. Linh trang của họ, Elohim Tzabaoth, có vẻ ngoài khổ dâm, được bao phủ bởi một chiếc áo khoác tối màu với nhiều bộ phận khác nhau trên cơ thể được che bằng dây đai, Kaguya có màu tím và Yuzuru có màu xanh lam. Cả hai đều có ổ khóa có dây xích nhô ra từ chúng, Kaguya ở trên cổ, tay phải và chân phải, còn Yuzuru ở trên cổ, tay trái và chân trái. Tên mật danh Ratatoskr của họ là <Berserk>.
- Kaguya Yamai (八舞 耶倶矢, Yamai Kaguya)

Lồng tiếng bởi: Maaya Uchida
Tính cách của cô ấy là người hướng ngoại và rất đề cao bản thân đến mức cô không phải lúc nào cũng suy nghĩ thấu đáo về những phát biểu. Hậu quả từ sự thẳng thắn của cô có thể khiến mình có vẻ trẻ con hoặc chưa trưởng thành. Cô ấy có mái tóc dài màu cam được tết gọn gàng. Vũ khí chính của cô là El Re'em, một cây thương.
- Yuzuru Yamai (八舞 夕弦, Yamai Yuzuru)

Lồng tiếng bởi: Sarah Emi Bridcutt
Thông thái về tính cách, cô ấy nói một cách đặc biệt theo một cấu trúc gần như robot với mục đích của câu nói được nêu trước trong một câu một từ. Cô dè dặt tuy nhiên sẽ không ngần ngại chỉ ra những sai sót trong lập luận của Kaguya. Cô trông giống hệt Kaguya, mặc dù có vóc dáng cao hơn một chút so với người song sinh của mình. Những khác biệt khác bao gồm tóc cô được tết thành ba phần và biểu cảm của cô có vẻ bơ phờ. Vũ khí chính của cô ấy là El Nahash, một sợi dây xích.

### Miku Izayoi
誘宵 美九 (Izayoi Miku)
Lồng tiếng bởi: Minori Chihara
Tinh linh thứ sáu được Shido cứu. Miku xuất hiện lần đầu trong tập 6 của bộ truyện và mùa 2 của anime. Cô được giới thiệu là học sinh của Học viện nữ sinh Rindōji, người rất căm ghét loài người, đặc biệt là đàn ông. Cô ấy cũng hoạt động như một ca sĩ thần tượng rất nổi tiếng và được yêu thích. Cô có mái tóc và đôi mắt màu tím, người ta luôn thấy cô ấy với một chiếc kẹp tóc hình bông hoa màu vàng trên tóc. Lần tiếp cận đầu tiên của Shido với Miku đã kết thúc không tốt đẹp, nên cậu cải trang thành một cô gái tên Shiori để đến gần Miku cho đến khi cô nhận ra "Shiori" không bị ảnh hưởng bởi thiên sứ Solo của mình và thực sự tò mò muốn có được "cô ấy". Shido thấy Miku khó chịu vì không hiểu được sự công bằng và hạnh phúc của mọi người. Sau khi Miku thách đấu Shiori trong một cuộc cá cược biểu diễn tại Quảng trường Tengu và thua cuộc, Miku vẫn từ chối tình bạn chung của Shiori chỉ để bị sốc nặng khi phát hiện ra giới tính thật của Shido và khiến tất cả những người chứng kiến đều bị cô điều khiển giọng nói (trừ Tohka) để cưỡng bức xem đàn ông có thích không để xem Shido thực sự có thể quan tâm đến người khác hay chính mình.
Ở tuổi 15, Miku bắt đầu sự nghiệp ca sĩ thần tượng với nghệ danh Tsukino Yoimachi (宵待 月乃, Yoimachi Tsukino). Tuy nhiên, khi cô từ chối ngủ với một nhà sản xuất truyền hình để giải quyết album của mình, tin đồn về bê bối bắt đầu lan rộng và cuối cùng, người đại diện và các fan nam đã bỏ rơi cô. Cô cố gắng kết nối lại với người hâm mộ bằng cách ca hát, nhưng mắc chứng mất ngôn ngữ tâm lý trên sân khấu và mất giọng. Điều này khiến cô có ý định tự tử cho đến khi Phantom gặp cô và trao cho cô sức mạnh Tinh linh hiện tại. Cuối cùng, sau khi Shido giải cứu Tohka và chứng minh lời thề sẽ trở thành fan của Miku bất chấp rủi ro, cô cố tình bắt đầu nụ hôn để cậu phong ấn sức mạnh của mình và bắt đầu hát lại cho mọi người nghe. Cô yêu Shido đến mức tuyên bố rằng anh là 'darling' của cô khi ở bên những người khác.
Thiên thần của cô là Gabriel, có hình dạng một cây đàn organ hoàn chỉnh với loa, qua đó cô ấy có thể truyền và khuếch đại mạnh mẽ giọng nói của mình, đồng thời mở rộng sức mạnh dựa trên âm thanh của mình, mà cô đã thể hiện ba trong số đó cho đến nay: March, giúp nâng cao khả năng sức mạnh thể chất của người nghe, Rondo, tạo ra áp suất âm thanh dưới dạng một bức tường và là hình thức phòng thủ và tấn công chính của cô ấy, và Solo, tẩy não người nghe để khiến họ phải cống hiến cho cô, nhưng có thể bị chặn bởi một cặp nút tai. Một người theo dõi tận tâm sẽ gọi Miku là Onee-sama và suy nghĩ hoặc làm những việc mà bình thường họ sẽ không làm, ngay cả khi không được yêu cầu, để giúp đỡ cô ấy cho dù hành động đó có điên rồ đến đâu, chẳng hạn như Kotori và phi hành đoàn chuẩn bị trừng phạt tất cả mọi người, đặc biệt là Shido, người đã làm tổn thương Miku trước khi bị can thiệp. Linh trang của cô, Shaddai El Chai, thêm một hình trăng lưỡi liềm màu vàng vào chiếc kẹp tóc, cũng như một số bông hoa màu trắng trên tóc. Bản thân Linh trang bao gồm một chiếc váy chủ yếu là màu vàng với một số phần màu xanh lam cũng như các đường diềm màu trắng. Mật danh Ratatoskr của cô ấy là <Diva>.

### Mukuro Hoshimiya
星宮 六喰 (Hoshimiya Mukuro)
Lồng tiếng bởi: Akari Kageyama
Tinh linh thứ mười xuất hiện và thứ 9 được cứu bởi Shido, người xuất hiện lần đầu trong Tập 14. Cô ấy có mái tóc màu vàng và đôi mắt màu hổ phách, đồng thời có cách nói chuyện cổ xưa, thậm chí còn tự gọi mình ở ngôi thứ ba là "Muku" (むく). Do cảm thấy cô đơn trong không gian, cô đã phong ấn "trái tim" của chính mình để đương đầu với sự trống rỗng bao la, điều này khiến cô chỉ suy nghĩ logic nhưng lại có thái độ lạnh lùng như người máy. Sau khi được giải phóng cảm xúc bằng bản sao Thiên sứ của cô thông qua Haniel, Mukuro đã lấy lại được tính cách thực sự của mình, trái ngược với tính cách bị phong ấn của cô, là rất giàu cảm xúc. Mukuro tiếp cận Fraxinus và <Beelzebub> của Westcott để xâm chiếm lãnh thổ của cô trong vũ trụ trống rỗng. Cô rất coi trọng những thứ như tình yêu, cấm Shido ở bên các Tinh linh khác và thậm chí còn đi xa đến mức phong ấn ký ức của họ về cậu ấy. Mặc dù đã phong ấn ký ức của tất cả đồng minh của Shido, hành động này đã vô tình đánh thức bản thân trước đây của Tohka nghịch thể và Origami, khiến cả hai bộ ba đều tranh giành một cuộc hẹn hò thờ ơ với Shido.
Mukuro là một đứa trẻ cô đơn lớn lên không có gia đình. Một ngày nọ, có một cặp vợ chồng nhận nuôi cô cùng với một người chị gái và sẽ sống trong sự ấm áp mà cô mong muốn. Người chị gái chỉnh tóc cho cô trong khi tạo kiểu và họ thường cùng nhau đi ngắm sao. Tuy nhiên, Mukuro bị tổn thương khi chị gái cô thay đổi từ việc luôn khen ngợi mái tóc vàng của mình và bảo cô hãy cắt nó đi ngay trong khi một người bạn của chị gái cô bình luận về điều đó. Cảm thấy rằng gia đình sẽ không còn yêu mến cô như trước nữa, cô nhận được sức mạnh mới được ban tặng từ Phantom, Mukuro khóa ký ức của mọi người quen trong gia đình cô để họ chỉ yêu cô, nhưng phản tác dụng, khi gia đình cô giận dữ quở trách cô, kinh hãi trước việc cô đột nhiên có được một sức mạnh khó hiểu. Không thể chịu đựng được sự từ chối của một gia đình hạnh phúc một thời, cô đã phong ấn ký ức và trái tim của chính mình trước khi khởi hành vào không gian. Cô cũng vô cùng yêu thích mái tóc dài của mình và trở nên tức giận khi Tohka nghịch thể cắt nó. Một cuộc chiến nổ ra trên đài quan sát của Tháp Tengu. Đau khổ trước tình yêu trong sáng không pha trộn của Mukuro, Shido sử dụng Haniel để tạo ra một bản sao của Michael nhằm giải phóng cảm xúc của cô nếu không nói chuyện với cô là vô ích. Shido tìm ra quá khứ của cô và đồng cảm với việc họ bị bỏ rơi thời thơ ấu. Sau đó, Mukuro giải phóng những ký ức bị khóa trong khi coi Shido là gia đình của cô và cho phép cậu là người duy nhất cô sẵn sàng cho phép cắt tóc của mình.
Thiên sứ của cô là Michael, có hình dạng một chiếc chìa khóa lớn, có khả năng khóa hoặc mở khóa các khả năng hoặc thủ tục trên một số lượng lớn các thủ tục khác nhau, chẳng hạn như tắt điều khiển tàu vũ trụ, mở và đóng lỗ sâu đục, buộc lực hấp dẫn lên các thiên thạch và thậm chí niêm phong cảm xúc của chính mình. Nó có khả năng thứ ba gọi là giải phóng, giải phóng toàn bộ sức mạnh Tinh linh của cô và các Tinh linh khác. Mật danh của cô ấy là <Zodiac>.

### Reine Murasame
村雨 令音 (Murasame Reine) <Phantom> (ファントム, Fantomu)
Lồng tiếng bởi: Aya Endō
Reine là nhà phân tích trên tàu Fraxinus, cô ấy là một bác sĩ không được chứng nhận có thể thực hiện các nhiệm vụ sơ cứu đơn giản. Vào ngày thứ hai của học kỳ, cô chuyển đến trường của Shido với tư cách là trợ lý chủ nhiệm của cậu. Cô ăn nói nhỏ nhẹ, thường nói chuyện với thái độ thờ ơ, có vẻ thể chất yếu và luôn tỏ ra mệt mỏi. Cô ấy thậm chí còn nói rằng mình đã không ngủ trong 30 năm.
Trong Tập 16 được tiết lộ rằng cô ấy là thực thể bí ẩn được gọi là doppelganger của Phantom và Mio. Một thực thể bí ẩn là người đã ban cho con người sức mạnh Tinh linh. Nó ngụ ý rất nhiều rằng Reine đang hỗ trợ Mio đưa cho các cô gái những viên Pha lê Sephira. Điều này được thực hiện bằng cách cung cấp cho họ một viên đá quý hòa tan vào tay họ, truyền cho họ sức mạnh của Tinh linh. Bất cứ khi nào gặp ai đó, Reine luôn che giấu danh tính của mình bằng cách biến vẻ ngoài và giọng nói của mình thành 'tiếng ồn' để mọi người biết cô ở đó và có thể 'nghe thấy' giọng nói của cô trong tâm trí họ, nhưng không ai có thể phân biệt hoặc nhớ Phantom trông như thế nào hoặc nghe như thế nào (ngay cả trên camera) nên toàn bộ danh tính của cô ấy, bao gồm cả giới tính, đều được giấu kín. Reine cũng là người đã nói với Kurumi về nơi có thể giam giữ "Tinh linh thứ hai" trên Trái đất cùng với thông tin rằng Shido nắm giữ sức mạnh tương đương với ba Tinh linh bên trong cậu ta. Cô ấy nói Origami là cô gái tốt nhất để biến thành Tinh linh và rất ngạc nhiên khi cô đang nổi loạn chống lại mình.

## Ratatoskr
Ratatoskr (ラタトスク機関, Ratatosuku Kikan) là một tổ chức được thành lập với mục đích giải quyết các vấn đề về Tinh linh và các trận động đất trong không gian thông qua các biện pháp hòa bình. Được chỉ huy bởi Kotori Itsuka, nó được tạo ra cho anh trai cô vì cậu ta có phương tiện để phong ấn sức mạnh của Tinh linh một cách hòa bình. Trung tâm chỉ huy của Ratatoskr nằm trên khí cầu của họ được gọi là Fraxinus, nằm ở độ cao 15.000 mét phía trên Thành phố Tengu. Trụ sở chính của Ratatoskr nằm ở một địa điểm không được tiết lộ, nơi lưu giữ hồ sơ của Ratatoskr cũng như là địa điểm để các thành viên cấp cao của Ratatoskr và Vòng đàm phán hoạt động.

### Kyōhei Kannazuki
神無月 恭平 (Kannazuki Kyōhei)
Lồng tiếng bởi: Takehito Koyasu
Kyōhei là phó chỉ huy của Ratatoskr đang điều khiển Fraxinus, một con tàu nằm cách Thành phố Tengu 15.000 mét. Anh thể hiện phẩm chất máu M khi nhận bất kỳ hình thức trừng phạt thể xác nào từ Kotori. Anh ta thể hiện tầm nhìn xa về mặt tâm lý trong việc bảo vệ Fraxinus, dường như đây là một khả năng được Kotori biết đến đến mức cô không muốn tấn công vật lý vào Fraxinus vì sự hiện diện của anh. Anh ấy cũng là cựu đội trưởng của AST, khi Ryōko mới gia nhập. Tuy nhiên Kyōhei rất được kính trọng nhờ kỹ năng của anh ấy với Realizer. Anh rời AST để "tìm một chủ nhân phù hợp để phục vụ", và gia nhập Ratatoskr, nhưng để lại mong muốn được phục hồi trong trường hợp muốn quay trở lại. Mặc dù anh ta vẫn kém xa so với khả năng của Ellen nếu xét đến việc cô ấy chiến đấu tốt như thế nào, đặc biệt là xét đến sức mạnh to lớn và sự căng thẳng của đơn vị CR đặc biệt, Goetia, cô đã bay một cách khéo léo.

### Kyoji Kawagoe
川越 恭次 (Kyōji Kawagoe), "Hôn nhân tồi tệ"
Lồng tiếng bởi: Gō Inoue
Kết hôn rồi ly hôn 5 lần, Kyoji được phong tặng danh hiệu "Bậc thầy tình yêu". Một trong số những trợ lý nam của Shido đưa ra phiếu bầu về hướng hành động thích hợp mà Shido nên thực hiện khi hành động.

### Masaomi Mikimoto
幹本 雅臣 (Mikimoto Masaomi), "Ông chủ"
Lồng tiếng bởi: Kentarō Tone
Masaomi là một người bị bóng đè vào ban đêm. Một trong số những nam trợ lý của Shido trên tàu Fraxinus. Câu giới thiệu của anh ấy, Mahal kita là tiếng Philipin có nghĩa là Anh yêu em.

### Hinako Shiizaki
椎崎 雛子 (Shiizaki Hinako), "Người gõ móng tay"
Lồng tiếng bởi: Satomi Akesaka
Được miêu tả là "gây đau đớn cho mọi đối thủ trong tình yêu của mình" và "người phụ nữ sống lúc 2 giờ sáng", Hinako được giới thiệu với một con búp bê voodoo. Một trong số những nữ trợ lý của Shido trên tàu Fraxinus.

### Munechika Nakatsugawa
中津川 宗近 (Nakatsugawa Munechika), "Kẻ phá vỡ kích thước"
Lồng tiếng bởi: Gorgeous
Munechika là người đàn ông có trăm vợ. Một trong số những nam trợ lý của Shido trên tàu Fraxinus.

### Kozue Minowa
箕輪 梢 (Minowa Kozue), "Tình yêu sâu sắc"
Lồng tiếng bởi: Tomoko Usami
Kozue là một người phụ nữ có lòng tận tụy chân thành và nghiêm túc khiến chính phủ phải khiếp sợ. Một trong số những nữ trợ lý của Shido trên tàu Fraxinus.

### Elliott Baldwin Woodman
エリオット・ボールドウィン・ウッドマン (Eriotto Bōrudowin Uddoman)
Lồng tiếng bởi: Jōji Nakata
Elliott là một người đàn ông lớn tuổi hơn 50 tuổi, là người sáng lập Ratatoskr và là ân nhân của Kotori. Ông ấy được mô tả là người tốt bụng và là chủ tịch của Vòng đàm phán. Ông có vẻ như bị mù vì tất cả sách trong thư viện của ông đều được viết bằng chữ nổi Braille, nhưng sau khi gặp Tohka trực tiếp, ông đã nói "Cô ấy thực sự trông rất hạnh phúc" thay vì nghe có vẻ hay cô ấy có vẻ hạnh phúc. Ông nhận được sự tôn trọng từ Kotori đến mức cô mặc đồng phục quân đội đúng cách mà không cần đến kẹo mút Chupa Chups đặc trưng của mình. Có vẻ như Elliott sở hữu quyền lực đối với Kotori đến mức đề xuất hành động thích hợp nếu trường hợp xấu hơn xảy ra sau khi Shido triệu hồi Thiên sứ, Kotori trả lời rằng cô sẽ giết Shido. Thư ký của ông ấy là Karen Nora Mathers, em gái của Ellen Mathers (hay còn gọi là Adeptus 1 của DEM).
Trước đây, Woodman đã thành lập DEM cùng với Westcott và Ellen. Họ triệu hồi Tinh linh đầu tiên trên thế giới và vô tình gây ra trận động đất không gian (không gian chấn) đầu tiên. Tuy nhiên, Woodman khẳng định rằng ông yêu mến Mio ngay từ cái nhìn đầu tiên; nhận ra mục tiêu vỡ mộng của Westcott khiến Woodman từ bỏ DEM và thành lập Ratatoskr. Lúc đầu, ông ấy không muốn sử dụng sức mạnh của Shido để phong ấn mana của các Tinh linh trong cơ thể mình vì mục tiêu của mình, tin rằng sẽ không có gì tốt nếu tích trữ tất cả sức mạnh đó vào một người. Tuy nhiên, ông đã không thành công và đưa ra giả thuyết rằng Pha lê Sephira chỉ có thể được lấy ra nếu tất cả các Tinh linh hiện được biết đến đều có mana được lưu trữ trong một cá thể duy nhất. Cuối cùng, ông buộc phải sử dụng cậu ta vì không tìm được giải pháp nào khác.

## AST (Đội chống tinh linh)
Biệt Đội Chống Tinh Linh là một đơn vị đặc biệt trong Lực lượng Phòng vệ Mặt đất Nhật Bản được thiết kế để trấn áp và tiêu diệt mối đe dọa do Tinh linh gây ra. Họ sử dụng các đơn vị Combat Realizer (Đơn vị CR) được xếp lớp trên các bộ đồ chiến đấu để nâng cao khả năng bình thường của con người đồng thời cung cấp khả năng chiến đấu tấn công và phòng thủ. Đơn vị CR dựa trên thiết bị sử dụng công nghệ được con người phục hồi sau trận động đất không gian ban đầu được mô tả là "ma thuật thông qua khoa học". Các Đơn vị CR của AST có một khu vực hoạt động hay còn gọi là "lãnh thổ cá nhân" của người điều hành, có thể được mở rộng hoặc thu hẹp theo ý muốn của họ, do đó dẫn đến giảm hoặc tăng khả năng hiệu quả của lãnh thổ. Trong lãnh thổ cá nhân này, điều không thể có thể xảy ra, do đó dẫn đến việc mô tả "ma thuật thông qua khoa học".

### Ryōko Kusakabe
日下部 燎子 (Kusakabe Ryōko)
Lồng tiếng bởi: Ao Takahashi
Ryōko thuộc Đội Chống Tinh linh của Lực lượng Phòng vệ Mặt đất Nhật Bản, người lãnh đạo các cô gái trẻ của AST khi bản thân mới 27 tuổi.

### Mana Takamiya
崇宮 真那 (Takamiya Mana)
Lồng tiếng bởi: Misato
Là Thiếu úy tạm thời của AST, Mana làm việc cho DEM Industry có trụ sở ở Anh với tư cách là một Pháp sư. Được tiết lộ là em gái ruột của Shido, cô không thể nhớ khoảng thời gian của mình với Shido nhưng chỉ sở hữu một bức ảnh là bằng chứng duy nhất cho thấy cô có một người anh trai. Giống như Shido, cô ấy có mái tóc xanh lam và đôi mắt nâu, mái tóc xanh lam được buộc thành đuôi ngựa. Cô đoàn tụ với anh trai mình, người bị sốc khi gặp cô trong khi cô hình thành mối thù với Kotori. Do thủ tục mà cô ấy đã trải qua để tăng cường sức mạnh chiến đấu của mình, cô ấy chỉ còn sống được chưa đầy 10 năm nữa nhưng không được biết sự thật này về cơ thể của mình. Sau khi bị Kurumi đánh bại, Mana phải nhập viện nhưng bị Ratatoskr bắt đi ở tập 5, sau đó cô biết được sự thật này và rời bỏ tổ chức ở tập 6.
Sự thật là Mana và anh trai cô là Shido Itsuka, tên là Shinji Takamiya, sống cách đây khoảng 30 năm. Mana chỉ là một học sinh cấp hai bình thường sống cùng Shinji, cho đến một ngày, anh mang theo một cô gái bán khỏa thân mà anh đặt tên là Mio, ngay lập tức khiến cô ngạc nhiên. Chẳng bao lâu sau, Mio bắt đầu ở với họ như một người thân trong gia đình, và Mana đã dạy cô cách hòa nhập với xã hội. Tuy nhiên, tại một thời điểm nào đó, DEM đã bắt cóc Mana. Trong sự giam cầm của DEM, có giả thuyết cho rằng họ đã sử dụng các thí nghiệm hoàn chỉnh về Mana, ban cho cô những kỹ năng tài năng như một <Pháp sư> với cái giá phải trả là ngăn chặn sự lão hóa về thể chất của cô. Ký ức của cô đã được xóa đi để cô được sáp nhập vào tổ chức của họ.

### Mikie Okamine
岡峰 美紀恵 (Okamine Mikie)
Lồng tiếng bởi: Kanami Satō
Giữ cấp bậc Binh nhì, Mikie được mô tả là có đôi mắt và mái tóc màu nâu, tóc được buộc thành bím. Cô ấy học cùng tuổi với Origami và Shido nhưng cô đã vượt một lớp, khiến cô trẻ hơn một tuổi. Tuổi của cô gần bằng với Origami khiến cô có một sức hút kì lạ với Origami. Sự cống hiến của cô dành cho Origami được thể hiện qua việc cô sẵn sàng từ chức ở AST khi nghĩ rằng Origami sẽ bị kỷ luật.
Cô cũng là nhân vật chính của Date AST Like cùng với Origami.

### Mildred F. Fujimura
ミルドレッド・F・藤村 (Mirudoreddo Efu Fujimura)
Lồng tiếng bởi: Saki Ogasawara
Giữ cấp bậc Trung sĩ hạng nhất, Mildred được miêu tả là một cô gái có đôi mắt xanh và mái tóc vàng đeo kính. Cô ấy thường có biệt danh là "Mily". Tuổi của cô gần với Origami nên cô có sức hấp dẫn kỳ lạ với Origami. Cô ấy là một thợ cơ khí thỉnh thoảng bị ảo tưởng về người khác vì tưởng tượng của riêng mình.

## Tập đoàn DEM
Một trong những tập đoàn lớn nhất thế giới, có trụ sở tại Anh, có nguồn gốc từ ngành công nghiệp quốc phòng và đây là ngành duy nhất được biết đến có khả năng sản xuất các Đơn vị Realizer. Các đơn vị Realizer được trang bị bởi quân đội, lực lượng cảnh sát trên thế giới và đặc biệt là AST đều do DEM sản xuất. Họ là đối thủ kinh tế của Asgard Electronics, công ty hỗ trợ Ratatoskr, với các đặc vụ có khả năng sử dụng các Đơn vị CR với kinh nghiệm vượt trội so với các nhóm lực lượng đặc biệt từ các quốc gia khác nhau. "DEM" trong tên là viết tắt của Deus Ex Machina. Họ kém hơn một chút so với Ratatoskr trong việc phát triển các khía cạnh liên quan đến các đơn vị Realizer do tiến bộ trong nhiều lĩnh vực khác nhau và phản đối chính sách bảo vệ và che chở cho các Tinh linh của họ, vì theo họ, cách duy nhất để đối phó với các Tinh linh là tiêu diệt chúng. Miễn là mục tiêu được thực hiện, việc giết hàng trăm người trong quá trình này là một mất mát có thể chấp nhận được và không đáng để mất ngủ.

### Ngài Isaac Ray Pelham Westcott
サー・アイザック・レイ・ペラム・ウェストコット (Aizakku Rei Peramu Wesutokotto)
Lồng tiếng bởi: Ryōtarō Okiayu
Nhân vật phản diện chính của Date A Live, giám đốc điều hành của Deus Ex Machina Industry. Hắn ta có vẻ ngoài khoảng 30 tuổi, là một người đàn ông cao lớn với mái tóc vàng tro sẫm và đôi mắt sắc bén. Hắn dường như biết nhiều hơn những gì mình cho phép, chẳng hạn như kiến thức về trạng thái Nghịch thể của Tohka, cũng như quá khứ của Shido. Tất cả các pháp sư ưu tú của DEM đều gọi Westcott với kính ngữ -sama, trung thành một cách cuồng nhiệt và sẵn sàng thực hiện những hành động khủng khiếp theo lệnh của hắn ta. Bản thân Westcott tỏ ra ít quan tâm, ít tính nhân văn hơn trong suy nghĩ của mình miễn là mục tiêu của hắn được thực hiện. Cho dù đó là thảo luận về cách phá vỡ tinh linh của Tohka thông qua tra tấn với cách thức và sự quan tâm tương tự như người ta sẽ thảo luận về thời tiết, hay sự mất mát về nhân mạng và tài sản của DEM khi Tohka phá, hắn ta không hề có bất kỳ dấu hiệu hay suy nghĩ nào về sự hối hận, tuyệt vọng, đau buồn hay đau buồn, nhưng hài lòng vì cô bị nghịch thể như thể không có gì quan trọng nữa. Hắn ta tỏ ra cực kỳ tàn bạo và luôn được cho là phát ra một bóng tối hiện diện bất cứ khi nào hắn ở cùng ai đó trong phòng.
Westcott lớn lên trong một thị trấn gồm những pháp sư có thể sử dụng phép thuật cùng với Woodman và Ellen. Tuy nhiên, thường dân lo sợ sức mạnh của các pháp sư đã đốt cháy ngôi làng của họ. Sự kiện này đã gây ra sự thay đổi ở Westcott. Đây trở thành bước đầu tiên để tạo ra DEM. Bộ ba đã dành cả tuổi trẻ của mình để học mọi thứ có thể về ma thuật, dẫn đến nền tảng tạo ra Tinh linh, một sinh vật có sức mạnh to lớn được sinh ra từ mana của thế giới mà họ có thể sử dụng để đạt được mục tiêu của mình. Cùng lúc đó, Westcott được một cặp vợ chồng giàu có nhận nuôi, nhưng cuối cùng lại chết trong một vụ tai nạn, để lại toàn bộ tài sản cho Westcott. Sau đó, hắn có mong muốn tạo ra một điều không tưởng, một nơi chỉ có các pháp sư sống trong đó.

### Ellen Mira Mathers
エレン・ミラ・メイザース (Eren Mira Meizāsu)
Lồng tiếng bởi: Shizuka Itō
Được biết đến là Pháp sư mạnh nhất thế giới, làm việc dưới quyền của Westcott với tư cách là thư ký của anh ta. Trước đây cô đã từng làm việc cho AST theo yêu cầu của anh. Cô đã thề sẽ không bao giờ thua bất kỳ đối thủ nào, thậm chí còn đồng ý rằng cô có thể đi xa đến mức thực hiện hành vi tàn bạo là hủy diệt thế giới trong quá trình này. Cô cũng là chị gái của Karen Nora Mathers. Không rõ sự tận tâm cuồng nhiệt của Ellen dành cho Westcott là chân thành hay đã in sâu vào cô, nhưng sẵn sàng chặt tay những thành viên hội đồng DEM đã bỏ phiếu chống lại hắn ta. Cũng muốn giết Woodman vì điều mà cô cho là sự phản bội của ông ấy. Giống như Westcott, cô không quan tâm đến mạng sống của người khác (ngoại trừ bản thân Westcott) ngoại trừ việc họ có thể thể hiện tác dụng nào đó trong việc thúc đẩy mục tiêu của hắn ta. Điều này được thể hiện khi cô hy vọng Paddington và Arbatel sẽ bị tiêu diệt hoàn toàn khi cô mất liên lạc với họ hơn là cân nhắc xem liệu mình có nên đi giúp đỡ hay không.

### Russell
Lồng tiếng bởi: Seiya Yamanaka
Chủ tịch Hội đồng quản trị DEM, Russell được biết đến là người ủng hộ Westcott nhiều đến mức người ta cho rằng ông ta đã bị tẩy não. Khi Murdoch bỏ phiếu loại bỏ Westcott khỏi chức vụ Giám đốc điều hành, Russell đã đồng ý cho phép bỏ phiếu theo lệnh của Westcott. Sau khi Russell đếm "Zero Hands" và nhìn các giám đốc bị Ellen chặt tay, ông lặng lẽ rời khỏi phòng mà không hỏi thêm câu nào.

### James A. Paddington
ジェームズ・A・パディントン (Jēmuzu A. Padinton)
Lồng tiếng bởi: Toshiharu Nakanishi
Người đứng đầu điều hành thứ hai của Đại tá, ông là thuyền trưởng của chiếc airship Arbatel dài 500 mét của DEM. Ông ta là một người đàn ông trung niên có bộ râu. Có tính cách kiêu ngạo và quan tâm đến việc cứu lấy sự nghiệp của mình khi mọi thứ đi xuống hơn là mạng sống của thủy thủ đoàn hoặc giữ bí mật. Ông ta cũng tỏ ra là người cực kỳ nóng nảy, thiếu kiên nhẫn và liều lĩnh, như khi ông tức giận vì Kannazuki đã đoán trước được các cuộc tấn công của mình. Trong khi bị Ratatoskr giam giữ sau sự cố trên Đảo, Westcott đã chấm dứt hợp đồng với ông ta sau khi sử dụng ông để liên lạc với Woodman.

### Jessica Bailey
ジェシカ·ベイリー (Jeshika Beirī)
Lồng tiếng bởi: Yuuko Kaida
Người phụ nữ tóc đỏ dài và là pháp sư DEM mạnh thứ ba. Giống như các pháp sư DEM khác, cô quan tâm đến việc nhận được sự ưu ái của Westcott và hoàn thành mệnh lệnh của hắn ta trước tiên, sau đó là đạo đức cá nhân. Jessica là thủ lĩnh của các pháp sư DEM được gửi đến AST sau sự cố trên đảo để "giúp đỡ" với quyền tự mình hành động nhằm hoàn thành sứ mệnh tìm kiếm và bắt giữ Shido và Tohka cho Westcott ngay từ cơ hội đầu tiên được đưa ra. Kiêu ngạo coi bản thân và các pháp sư DEM khác giúp đỡ AST là những người ưu tú chỉ giúp đỡ những người nghiệp dư chưa trưởng thành cho đến khi họ hoàn thành nhiệm vụ bí mật của riêng mình. Cô ấy cũng cực kỳ ghen tị với việc Ellen và Mana mạnh hơn và do đó gần gũi hơn với Westcott. Sau khi thua Mana trong trận chiến đầu tiên, Jessica bằng cách nào đó đã lấy lại được sức mạnh của mình cho phép cô sử dụng <Red Licorice>, một phiên bản chiến đấu của loại thử nghiệm <White Licorice> cho trận chiến thứ hai của họ. Tuy nhiên, điều này sẽ khiến cô kiệt sức trong nhiều giờ chứ không phải nhiều năm lấn át tâm lý khiến cô trở nên điên loạn. Vì vậy, trong nỗ lực giết Mana trong trận chiến thứ hai của họ, Jessica đã hoàn toàn phớt lờ mọi thiệt hại mà cô gây ra cho đồng đội của mình và khu vực xung quanh. Khi Jessica gần đến giới hạn, Mana giáng cho cô một đòn chí mạng, giết chết cô. Những lời cuối cùng của cô là tự hỏi liệu cuối cùng Westcott có chú ý đến cô không.

### Roger Murdoch
ロジャー・マードック (Rojā Mādokku)
Lồng tiếng bởi: Ryūichi Hirose
Là một thành viên giàu có, không có tham vọng trong ban giám đốc DEM, Murdoch được biết đến là người trẻ hơn các thành viên khác trong hội đồng quản trị. Hắn nhanh chóng nhận ra rằng toàn bộ mục đích của mình ở công ty là che đậy mọi hoạt động phi pháp mà Westcott sẽ phạm phải, và hoàn toàn than thở về điều đó. Sau khi Westcott bắt đầu một trận chiến quy mô lớn ở Thành phố Tengu gây ra thiệt hại to lớn về tài sản và giết chết vô số pháp sư mà DEM đã mượn từ AST, Murdoch đã chịu đủ và kiến nghị bỏ phiếu loại bỏ Westcott khỏi chức vụ Giám đốc điều hành của công ty. Mặc dù hơn một nửa số thành viên khác đồng ý với hắn ta, cuộc bỏ phiếu đã bị hủy bỏ khi Ellen chặt tay họ. Sau khi bị mất cánh tay, lòng căm thù của Murdoch trở nên giết người, và hắn ta thậm chí còn đi xa để thử đánh bom hạt nhân thành phố Tengu (nơi Westcott cũng đã quay trở lại), để trả thù. Mặc dù vậy, cuộc tấn công khủng bố của hắn đã bị Shido và Rataskor đẩy lùi.

### Simpson
Lồng tiếng bởi: Naoki Bandō
Một thành viên hội đồng quản trị DEM, giống như Murdoch, cũng phản đối Westcott vì hắn ta thiếu quan tâm đến công ty của mình. Simpson đã bỏ phiếu yêu cầu loại Westcott khỏi công ty và bị mất cánh tay trong nỗ lực này. Trong khi Simpson ban đầu bác bỏ ý kiến hoàn vốn của Murdoch (Vì ông ta chống lại Westcott một lần nữa sẽ chỉ gây ra nhiều rắc rối hơn), nhưng cuối cùng ông ta đã đồng ý giúp Murdoch, mặc dù rất kinh hoàng với kế hoạch giết tất cả mọi người ở Thành phố Tengu của Murdoch.

### Artemisia Bell Ashcroft
アルテミシア・ベル・アシュクロフト(Arutemishia Beru Ashukurofuto)
Lồng tiếng bởi: Eriko Matsui
Artemisia là một trong năm Pháp sư hàng đầu trên toàn thế giới. Cô được nhắc đến lần đầu trong tập 5 của Date A Live, nơi cuộc thảo luận về khả năng tuyệt vời của Origami có thể được so sánh hoặc vượt trội hơn Mana Takamiya hoặc Artemisia nếu Origami trải qua phẫu thuật nâng cao. Tính đến thời điểm hiện tại, cô ấy đang ở trạng thái hôn mê sau khi DEM trích xuất ký ức của cô ấy để sử dụng làm chương trình cốt lõi cho một loạt bộ quần áo nối dây CR mới được đặt theo tên của cô: một loạt Ashcroft. Ở cuối tập cuối cùng, Artemisia đã có thể hồi phục khi ký ức từ bộ truyện <Ashcroft> được chuyển trở lại vào cô.

## Trường trung học Raizen
Trường trung học Raizen (来禅高校, Raizen Kōkō) là một trường trung học nằm ở thành phố Tenguu thuộc vùng Kantou nơi Shido và các nhân vật chính khác theo học. Được xây dựng trên khu vực thảm họa ảnh hưởng đến Nhật Bản sau trận không gian chấn ba mươi năm trước, ngôi trường được lắp đặt một hầm ngầm đề phòng bất cứ khi nào có trận động đất không gian trong khu vực.

### Hiroto Tonomachi
Hiroto Tonomachi (殿町 宏人, Tonomachi Hiroto)
Lồng tiếng bởi: Anri Katsu
Bạn cùng lớp của Shido. Trong anime, anh ấy có một người bạn gái 2D thực ra là một nhân vật trong "Fall in Love: My Little Seed" (恋して マイ・リトル・シード, Koishite Mai Ritoru Siido), visual novel trong vũ trụ của Date A Live.

### Tamae Okamine
Tamae Okamine (岡峰 珠恵, Okamine Tamae)
Lồng tiếng bởi: Kaori Sadohara
Giáo viên chủ nhiệm lớp của Shido, cô được học sinh gọi là Tama-chan. Vì cô ấy 29 tuổi và vẫn còn độc thân nên cô rất nóng lòng muốn kết hôn.

### Bộ ba
Ai Yamabuki (山吹 亜衣, Yamabuki Ai), Mai Hazakura (葉桜 麻衣, Hazakura Mai), & Mii Fujibakama (藤袴 美衣, Fujibakama Mii)
Lồng tiếng bởi: Risako Murai, Kayoko Tsumita, & Midori Tsukimiya
Bạn cùng lớp của Shido. Họ luôn gặp nhau và là bạn của Tohka, ủng hộ cô trong nỗ lực trở thành bạn gái của Shido, đồng thời khiển trách cậu khi nhìn thấy cậu đi cùng những cô gái khác. Tên riêng của họ là một cách chơi chữ của I, My và Me.